# Bedtime (bài hát)
"Bedtime" là đĩa đơn thứ tư và cũng là đĩa đơn cuối cùng từ album phòng thu thứ hai của nam ca sĩ Usher, My Way (1997). Đĩa đơn chỉ được phát hành trên đài airplay vào năm 1998. "Bedtime" đã đạt vị trí thứ 66 trên bảng xếp hạng U.S. Billboard Hot R&B/Hip-Hop Songs.

## Danh sách ca khúc
1. "Bed Time" (Album Version) - 4:45
2. "Bed Time" (Live Version) - 7:06

## Xếp hạng
| Bảng xếp hạng (1998)                     | Vị trí cao nhất |
| ---------------------------------------- | --------------- |
| Hoa Kỳ Hot R&B/Hip-Hop Songs (Billboard) | 66              |

## Truyền thông
Usher biểu diễn "Bedtime" trong một tập của phim truyền hình Moesha của kênh UPN vào năm 1999.